# Exciter (gruppo musicale)
Gli Exciter sono un gruppo speed/thrash metal di Ottawa, Canada.

## Storia

### La nascita

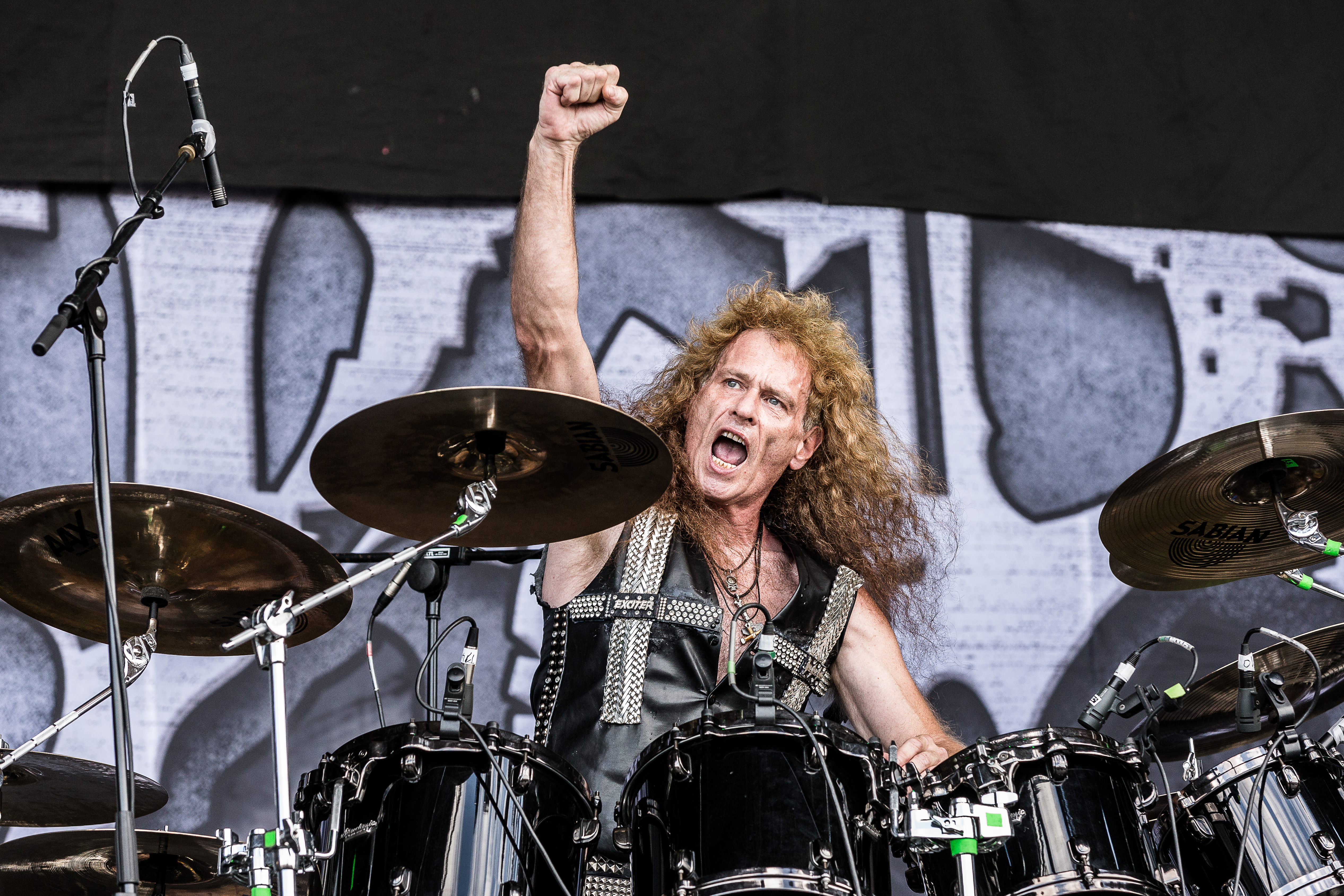
Dan Beehler

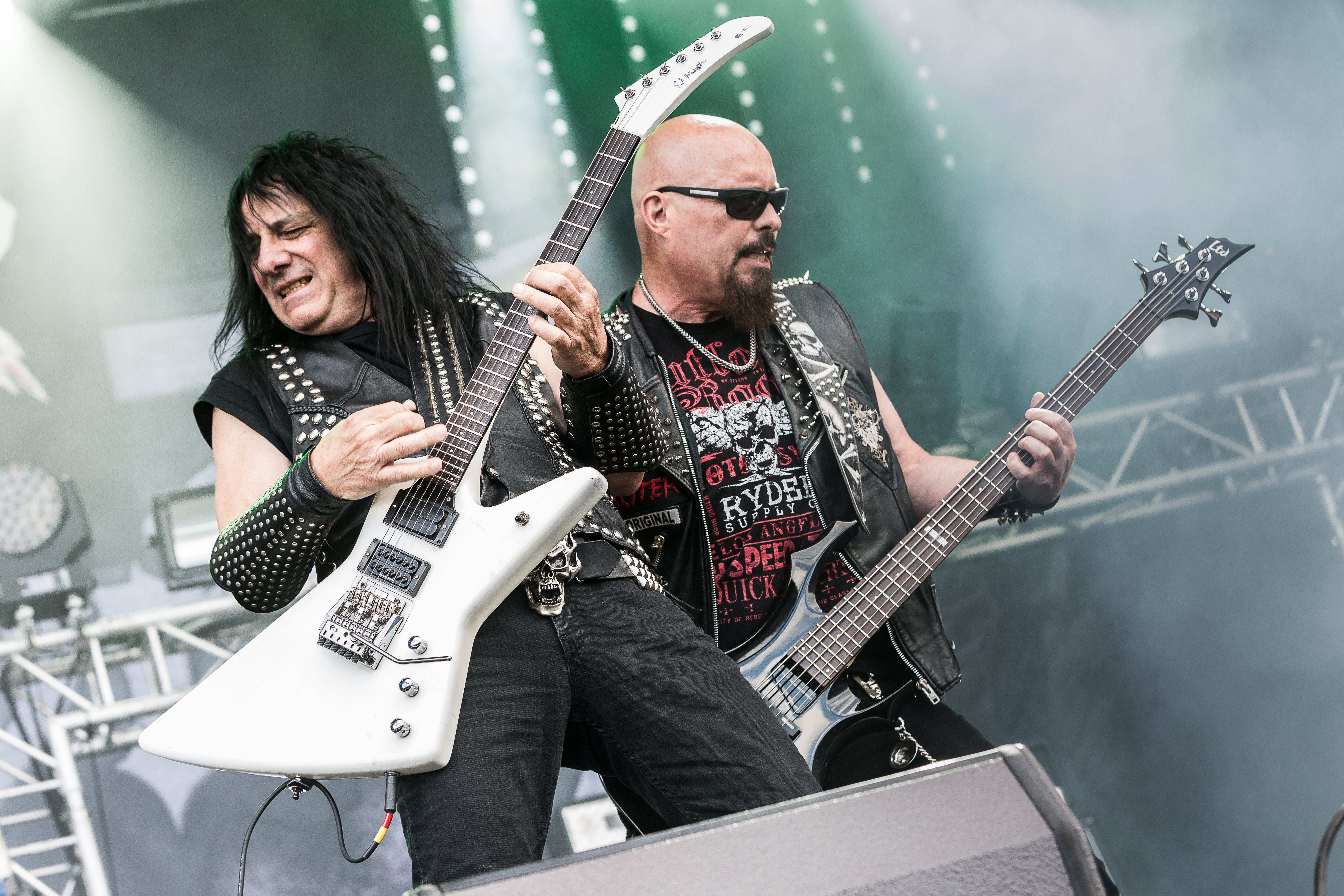
John Ricci e Allan Johnson

Nel 1977, ad Ottawa, il chitarrista John Ricci fondò gli Hell Razor, band dedita a cover di gruppi come Judas Priest e AC/DC, esibendosi in svariati concerti. Nel frattempo, nella stessa città, si era fatta strada un'altra band, i Jet Black, nei quali militavano il batterista Dan Beehler e il bassista Allan Johnson; i due gruppi ebbero così modo di conoscersi e di suonare insieme. Nell'estate del 1978, però, gli Hell Razor si sciolsero, cosicché Ricci scelse di riformare la sua band; invitò quindi Beehler e Johnson dai Jet Black a suonare, e i due accettarono. La band iniziò dunque a cercare un cantante mentre componeva i primi pezzi, ma non fu trovato un frontman adeguato e Beehler stesso scelse di occuparsi anche di tale ruolo. Nel 1980, ispirandosi alla canzone dei Judas Priest, scelsero di cambiare nome in Exciter, e registrarono una demo che fu poi spedita a Mike Varney, boss della Shrapnel Records. Il produttore, colpito dalle sonorità della band, scelse di proporre un contratto ai tre.

### Primi successi
Sotto contratto con la Shrapnel, la band registrò nel 1983 il suo primo album, Heavy Metal Maniac, che fu in realtà originariamente registrato come demo ma pubblicato ugualmente dall'etichetta. L'album, sebbene fosse contraddistinto da un suono piuttosto scarno e grezzo, ebbe un grande impatto (fu più volte definito, infatti, come il primo album speed metal della storia) e diede al gruppo una certa notorietà. Grazie al successo riscosso, gli Exciter firmarono un contratto con la Megaforce Records, allora una delle etichette più importanti del mercato musicale, e nel 1984 registrarono il loro album di maggior successo, Violence & Force. Questa seconda uscita ebbe un grande successo e fu considerata uno dei grandi classici del genere, portando la band a suonare vari concerti con gli Anthrax e a condividere un tour con i Mercyful Fate.

### Cambio di sonorità
Nel 1985 la band firmò un contratto con la Music for Nations, e si trasferì a Londra per registrare il terzo album con l'aiuto di Guy Bidhead, già produttore dei Motörhead. Il nuovo LP, intitolato Long Live the Loud, fu pubblicato nello stesso anno; l'album ebbe un buon successo, ma rappresentò anche una sterzata verso sonorità più classiche. Subito dopo la pubblicazione, la band seguì gli Accept nel loro tour europeo, per poi partire per un lungo tour nordamericano di spalla a Motörhead e Megadeth. Al tour seguì la pubblicazione dell'EP Feel the Knife, ma all'interno del gruppo vennero a crearsi alcuni screzi, che presto si aggravarono e portarono alla defezione di Ricci; quest'ultimo fondò una sua band chiamata Blackstar. Per sostituirlo, la band chiamò Brian McPhee, vecchio amico nonché ex chitarrista dei Jet Black. Con il cambio di formazione, la band registrò nel 1986 Unveiling the Wicked, quarto album contraddistinto da una maggior cura delle melodie, per poi partire in tour con i Manowar. Proprio in questo periodo Beehler scelse di concentrarsi solo sulla batteria, e la band ingaggiò come nuovo cantante Rob Malnati, già frontman dei Crypt. Nel 1988, dopo un nuovo contratto con la Maze Music, fu quindi realizzato il quinto album della band, Exciter (O.T.T), che sancì la definitiva svolta verso un suono più melodico ma non ebbe il successo sperato. La band partì per un tour promozionale in Canada, durante il quale sorsero delle gravi incomprensioni tra i vari membri, che portarono prima all'allontanamento di Malnati, sostituito da Jimi Kunes, e poi allo scioglimento.

### La reunion
Nel 1992 ci fu un riavvicinamento tra Beehler e Ricci, che scelsero di riformare la band insieme al bassista David Ledden (il quale aveva suonato già nei Kiljoy, band fondata da Beehler dopo lo scioglimento degli Exciter) in sostituzione a Johnson, che non volle rientrare in formazione. La prima canzone composta dalla band dopo il ritorno fu Born to Kill comparso sulla raccolta Capitol Punishment, seguita da un contratto con la tedesca Noise Records e dalla pubblicazione del sesto album del trio, Kill After Kill. Dopo la pubblicazione, la band partì per un breve tour di tre settimane con i Rage. Da questo tour fu pubblicato l'anno seguente l'album dal vivo Better Live Than Dead, dopodiché Ledden lasciò la band che lo sostituì con Jeff MacDonald. Iniziarono quindi le registrazioni per un nuovo album, ma una progressiva perdita di interesse da parte dei membri della band portò ad una seconda separazione nello stesso anno.

### Il secondo ritorno
Nel 1996 Ricci scelse di riattivare gli Exciter con una formazione completamente nuova: furono a tal scopo reclutati il cantante Jacques Bèlanger, vocalist di stampo classico che aveva già collaborato svariate volte con Ricci in passato, e Marc e Rik Charron rispettivamente come bassista e batterista. Ingaggiati dalla Osmose Production, il gruppo registrò e pubblicò nel 1997 il nuovo album The Dark Command, connotato da suoni più oscuri e pesanti rispetto al passato. Il gruppo partì poi per un tour europeo in compagnia di Anvil e Flotsam and Jetsam. Svariati impegni spinsero il gruppo ad entrare in una breve pausa l'anno successivo, continuando tuttavia la stesura dei brani e i lavori per un nuovo album.

### La crisi
Con il nuovo millennio la band ritornò velocemente al lavoro, pubblicando nel 2000 il nuovo album Blood of Tyrants, che vide un ulteriore incupimento nello stile del gruppo. L'album non ottenne però molto successo, e vari diverbi portarono Bèlanger ad abbandonare la band nell'ottobre del 2001 a causa di divergenze musicali, seguito poco tempo dopo anche da Marc Charron, che volle abbandonare l'industria musicale per qualificarsi nel suo nuovo lavoro informatico. Ciò spinse gli Exciter ad una pausa forzata per riorganizzare la formazione. Nel 2003 furono ingaggiati come nuovi membri il vocalist Rob DeGroot ed il bassista Paul Champagne, provenienti da formazioni underground, che però si rivelarono inadatti per la band e fermarono ancora una volta il processo di registrazione del nuovo album. La band scelse tuttavia di continuare i lavori e, mentre le linee di basso furono registrate da Ricci stesso, al posto di cantante ritornò Bèlanger. Nel 2004, concluse le registrazioni, fu pubblicato il nuovo album New Testament, che in realtà era una raccolta di ri-registrazioni di vecchi classici della band. Per il nuovo tour europeo con gli svedesi Steel Attack fu inglobato il nuovo bassista Rob "Clammy" Cohen, mentre nel 2005 il gruppo si esibì in svariate manifestazioni e festival in Europa, tra cui l'importante festival tedesco Keep it True.

### Cambiamenti di formazione

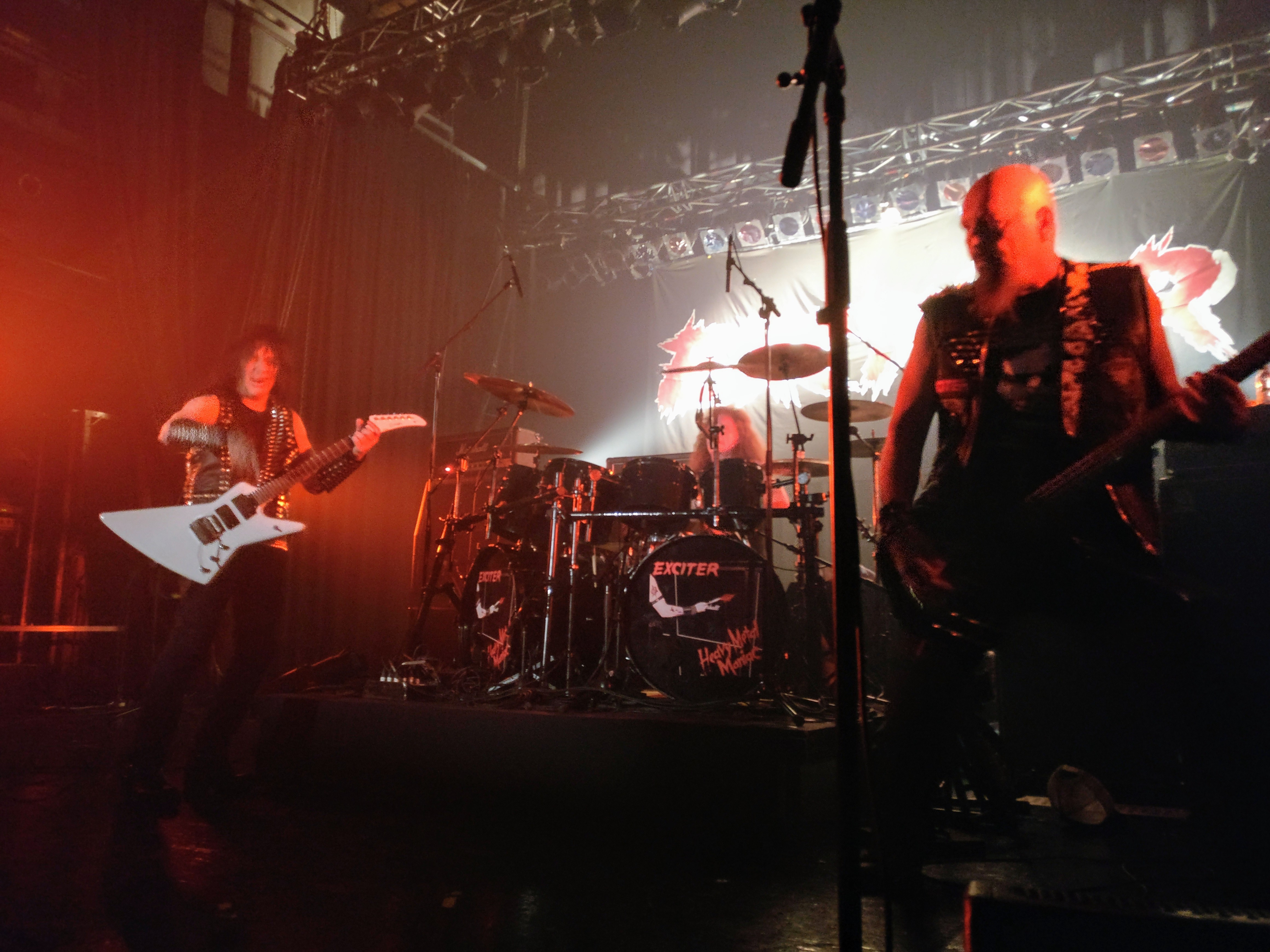
Gli Exciter in concerto a Montréal nel 2018

Nuovi attriti in ambito artistico e personale portarono nel 2006 all'allontanamento definitivo di Bèlanger, sostituito velocemente nell'aprile dello stesso anno da Kenny "Metal Mouth" Winter, americano già cantante dei Fischel's Beast. La band ebbe modo di presentare la nuova line up nel 2007, in uno show a Toronto. Iniziarono inoltre i preparativi per un nuovo album, che fu pubblicato nel febbraio del 2008 con il titolo di Thrash, Speed, Burn per l'etichetta Massacre Records. L'album, che vide un ritorno alle origini, ebbe delle critiche molto positive e la band partì per un tour europeo, arrivando a suonare per la prima volta in Spagna.

### Fatti recenti
Tra il 2009 ed il 2010 furono ultimate le registrazioni del nuovo album della band, Death Machine, che nonostante rimanesse sulle coordinate del precedente lavoro si rivelò essere più fiacco e meno ispirato, ottenendo comunque un discreto successo. Il gruppo scelse poi di prendersi una pausa dallo studio, dedicandosi principalmente all'attività dal vivo.
Il 25 febbraio 2014, tramite un comunicato ufficiale, la band annuncia che Ricci, ultimo membro fondatore rimasto, ha deciso di lasciare il gruppo per ritirarsi dall'attività musicale. Il 6 aprile, il bassista Clammy dichiara pubblicamente di aver abbandonato dopo dieci anni la band a causa di insanabili divergenze in ambito musicale e personale, seguito il giorno dopo da Winter. Dopo questi rapidi cambiamenti, l'8 aprile lo stesso Ricci rilascia un annuncio ufficiale, dove afferma di non aver mai abbandonato la band e annuncia che la formazione storica degli Exciter (con Beehler e Johnson) si è ufficialmente riunita.

## Formazione

### Formazione attuale
- Dan Beehler – voce, batteria (1978–1993, 2014–presente)
- Allan James Johnson – basso (1978–1988, 2014–presente)
- Daniel Dekay – chitarra (2018–presente)

### Ex componenti
- John Ricci – chitarra (1978–1985, 1992–2018)
- Brian McPhee – chitarra (1986–1988)
- Rob Malnati – voce (1988)
- David Ledden – basso (1992)
- Jeff MacDonald – basso (1993)
- Marc Charron – basso (1996–2002)
- Jacques Belanger – voce (1996–2001, 2003–2006)
- Richard "Rik" Charron – batteria (1996–2014)
- Robert William DeGroot – voce (2003)
- Paul Champagne – basso (2003)
- Robert "Clammy" Cohen – basso (2004–2014)
- Kenny "Metal Mouth" Winter – voce (2006–2014)

### Album in studio
- 1983 – Heavy Metal Maniac
- 1984 – Violence & Force
- 1985 – Long Live the Loud
- 1986 – Unveiling the Wicked
- 1988 – Exciter (O.T.T.)
- 1992 – Kill After Kill
- 1997 – The Dark Command
- 2000 – Blood of Tyrants
- 2004 – New Testament
- 2008 – Thrash, Speed, Burn
- 2010 – Death Machine

### Demo
- 1982 – World War III

### EP
- 1985 – Feel the Knife

### Live
- 1993 – Better Live Than Dead

### Raccolte
- 1989 – Heavy Metal Maniac + Violence & Force
- 2004 – New Testament